# Csatár (labdarúgás)

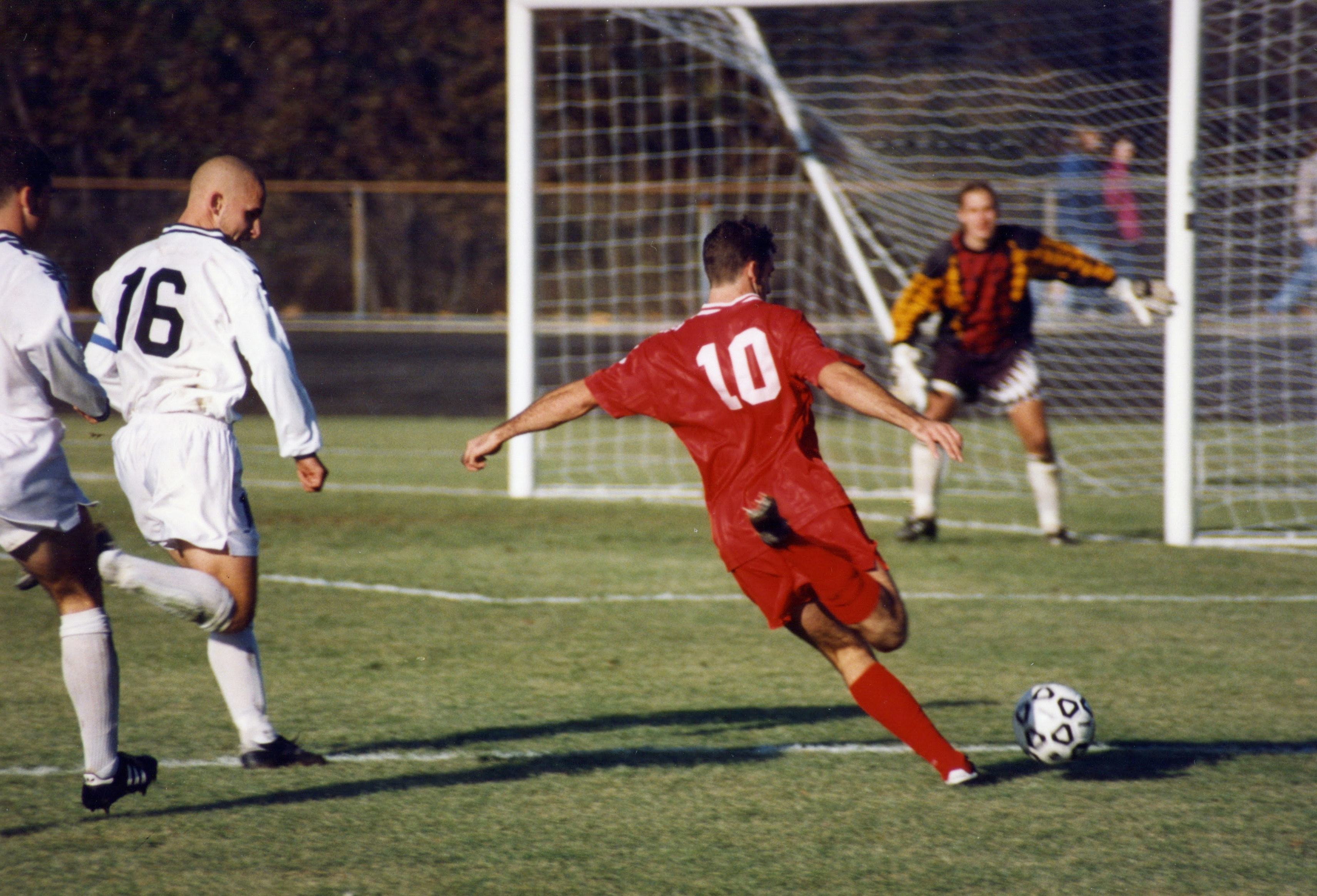
A csatár (piros mezben) átjutott a védőkön (fehér mezben) és kapura rúgja a labdát, amit a kapus megpróbál kivédeni

A csatár, azaz támadó egy játékos a labdarúgócsapatban, aki a legközelebb helyezkedik el az ellenfél gólvonalához, és aki elsősorban a gólszerzésért felelős.
A modern felállási formációk általában egy és három közötti támadójátékost tartalmaznak; a legmegszokottabb kettő. Az edzők jellemző módon egy csatárt játszatnak, aki az utolsó hátvédet zavarja, és egy támadó szelleműt, aki némileg hátrébb helyezkedik el, és segédkezik a gólszerzésben, valamint a góllövésben.
Korábban rendszerint hatalmas támadókat használtak, akik elérték a hosszú átadásokat vagy átvették őket és tartották a labdát, amíg a csapattársak felértek a támadáshoz, hogy segítsék azt.
Ez egy igen speciális poszt, a kevés védekező feladattal rendelkező csatárok természetszerűleg több gólt szereznek, mint a többi játékos; ennek következtében a támadók gyakran a legismertebb és a legdrágább tagjai a csapatuknak.
A csatároknak több típusa van – középcsatár, szélső, ék, hátravont ék, összekötő.

## Középcsatár
A középcsatár általában a legmeghatározóbb gólszerző a csapatban. A középcsatárok túlnyomórészt a támadás fókuszpontjában játszanak; a középpályások feladata kiszolgálni őket a gólt megelőző passzokkal.
Néhány középcsatár igazi gólvadász, aki a büntetőterületen belül és annak környékén helyezkedik, hogy hirtelen gólt szerezzen, és lecsapjon a kipattanó labdákra. Ezek a támadók jó helyezkedő képességgel és kiváló reflexekkel rendelkeznek. Őket nevezzük befejező csatároknak.
A középcsatárok másik csoportja általában átlag feletti magassággal rendelkezik és jó fejelőképességgel. Tartják a labdát és más csapattagokat hoznak játékba, átadásokból szereznek gólt, gyakran fejjel, és kihasználják a testi erejüket, hogy fedezzék a labdát, amíg a kapu felé fordulnak. A középcsatárok kivételes magasságúak, és hibátlan fejelőképességűek.
Néhány híres középcsatár: Emile Heskey, Peter Crouch, Didier Drogba, Nikola Žigić, Luca Toni, Mark Viduka, Vincenzo Iaquinta, Christian Vieri, Miroslav Klose és Lionel Messi.
Fontos befejező csatárok közé tartozik Klaas-Jan Huntelaar, David Trezeguet, Ruud van Nistelrooy, Raúl González, Filippo Inzaghi, Hernán Crespo és Michael Owen, csakúgy mint Alessandro Del Piero, David Villa és Francesco Totti, akik a technikai képességeik segítségével szereznek gólt. A csatárok közé tartozik például David Suazo, Obafemi Martins, Andrij Sevcsenko, Samuel Eto'o, Nicolas Anelka, Thierry Henry, Lukas Podolski és Fernando Torres, akik a sebességüket kihasználva lőnek gólt.

## Hátravont ék
Az összekötő posztnak hosszú története van, de a szaknyelv szerint a kifejezés tartalma változott az évek folyamán. Eredetileg a belső támadókat vagy az összekötőket nevezték így. Manapság kettőnél több variációja van ennek a játékosposztnak: a hátravont ék vagy kisegítő csatár, de biztos, hogy sem a középpályás, sem a játékmester nem tartozik bele ebbe a szerepkörbe.
A hátravont ék poszt lazán van meghatározva, és gyakran hibásan alkalmazzák, összekeverik a befejező csatárokkal és a klasszikus értelemben vett 10-es mez viselőivel. A legismertebb hátravont ékek közé tartozik Ronaldinho, Lionel Messi, Kaká, Alessandro Del Piero, Carlos Tévez, Wayne Rooney és Francesco Totti.
A labdarúgás történelmének legmeghatározóbb „10-esei” Pelé, Diego Maradona, Puskás Ferenc, Zinédine Zidane, Dennis Bergkamp, Roberto Baggio, Johan Cruyff, Hidegkuti Nándor, Eduard Sztrelcov, Rivaldo és Zico voltak.

## Szélső

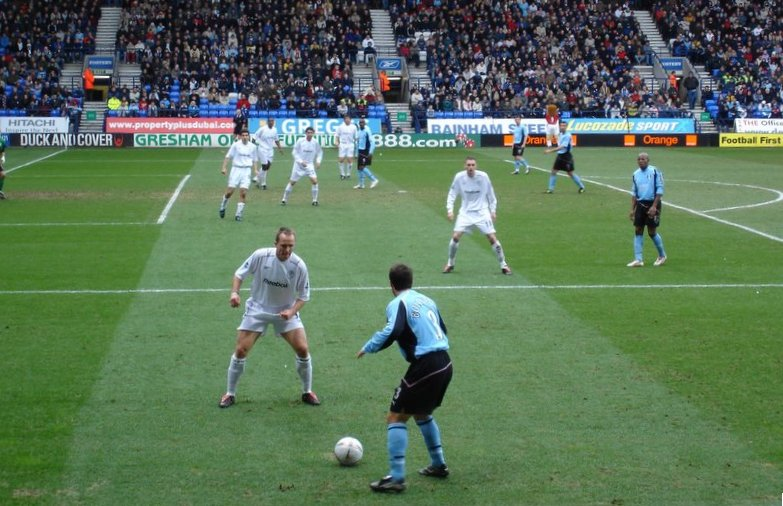
A Bolton játékosa (fehérben) védekező helyzetben próbálja megakadályozni a Fulham támadóját (világoskékben) a beadásban. Ez a Bolton játékos valójában csatár, aki segít a védőknek

A szélső egy támadó szellemű játékos, aki a pálya szélén, a partvonal mellett helyezkedik el. Őket a támadók közé sorolják be. Azonban gyakran a középpálya részének tagjaként tartják számon, ez az irányzat egyre inkább módosulni látszik, mivel az edzők kezdik átalakítani a labdarúgó-filozófiát. A szélső feladata elvinni a labdát a szélső hátvéd mellett, beadni azt, vagy keresztpassz formájában átjátszani a labdát a másik szélsőnek, esetleg gólt lőni. Általában a csapat leggyorsabb játékosai közé tartoznak, és rendszerint jó cselezőképességgel rendelkeznek. Hollandiában, Spanyolországban és Portugáliában a védekező feladatuk gyakorta csekély mértékű, mindössze nyomást kell gyakorolniuk az ellenfél szélső védőire, amíg azok a labdát birtokolják. A brit és észak-európai stílusú labdarúgásban elvárják a szélsőktől, hogy menjenek vissza védekezni akár a saját szögletzászlójukig is, hogy tudjanak segíteni a saját szélső hátvédüknek, akárcsak akkor, ha a középpályán kell segíteni, amikor több középső játékos próbál támadást szervezni ellenük, ezért hatalmas felelősség hárul rájuk, mint például Joaquínra (szélső támadó középpályás) vagy Mesut Özilre (szélső hátravont ék).
Az elmúlt években egy szokatlan irányzat alakult ki a szélsőknél - a játékos a pálya „rossz” oldalán helyezkedik el, azért hogy lehetővé tegye, hogy befelé induljon, és az erősebb lábával tudjon kapura lőni. Egyik példája ennek a taktikának, amikor Robin van Persiet a holland szövetségi kapitány, Marco van Basten a 2006-os labdarúgó-világbajnokságon az ellenkező oldalon játszatta; Arjen Robben az ellenkező oldalon, a bal szélen szerepelt, középen a befejező csatár szerepében Ruud van Nistelrooy játszott, és a ballábas van Persie helyezkedett a jobb oldalon. Hasonlóléppen kezdte a Newcastle United korábbi vezetőedzője, Sam Allardyce a 2007-08-as szezont, a jobblábas James Milner a bal oldalon játszott, Mark Viduka volt a középcsatár és a ballábas Obafemi Martins szerepelt a jobb szélen, amíg a Manchester Unitednál a megszokott módon a jobblábas Cristiano Ronaldo és a ballábas Ryan Giggs a mérkőzés alatt állandóan megcseréli a széleket egymás között.
A hagyományos értelemben vett jobb oldali szélsőt játszik Joaquín, Shaun Wright-Phillips, David Odonkor, Miguel Ángel Angulo, Mauro Camoranesi és Aaron Lennon. A hagyományos balszélsők közé tartozik Ryan Giggs, Florent Malouda, Arjen Robben, Damien Duff, Vicente Rodríguez, Yuri Zhirkov, Martin Petrov, Stewart Downing és José Antonio Reyes.
A megszokottól eltérő jobbszélsők (ballábas) Lionel Messi és Shunsuke Nakamura. A nem hagyományos bal oldali szélsők (jobblábas) Robinho, Franck Ribéry (aki a Bayern Münchenben baloldalt játszik, de a francia-válogatottban általában a jobb szélen) és Joe Cole. Azok a játékosok, akik tudnak mindkét oldalon játszani: Simão Sabrosa, Ricardo Quaresma, Robinho, Cristiano Ronaldo, Arjen Robben, David Silva, Joe Cole, Ronaldinho, Pedro Rodríguez Ledesma Lionel Messi és Eden Hazard.

## Mezszámok
Amikor még nem volt a játékosoknak állandó mezszáma, az ötcsatáros felállásban rendre a következő számokat kapták: 7 – jobbszélső, 8 – jobbösszekötő, 9 – középcsatár, 10 – balösszekötő, 11 – balszélső.
Ma már nincs kötött előírás a mezszámok és posztok tekintetében, de a 10-es mezt hagyományosan a csatárok vagy a támadóbb szellemű középpályások közül kapja a csapat „játékmestere” (ez elsősorban Puskás Ferenc és Pelé nyomán terjedt el). A klasszikus center mezszámának számító 9-est napjainkban is általában csatárok, a csapatok első számú góllövői kapják. Mivel a klasszikus vonalszélsők szerepét időközben a szélső középpályások vették át, így jellemzően ők kapják a 7-es vagy a 11-es számot. Ugyanakkor a 11-est csatárok is szokták viselni, azt jelképezve, hogy velük végződik a kezdőcsapat összeállítása.